# Calixcoca
Calixcoca é uma futura vacina para cocaína e crack desenvolvida desde 2015 pela Universidade Federal de Minas Gerais (UFMG).

## História
A vacina foi criada pela equipe chefiada por Frederico Garcia, professor do Departamento de Saúde Mental da Faculdade de Medicina da UFMG. Ele diz que a motivação para o trabalho surgiu por ver o sofrimento das mulheres grávidas viciadas em cocaína que chegavam no ambulatório da universidade. O princípio ativo da vacina (a V4N2) foi concebido e sintetizado pelo grupo de síntese chefiado pelo professor Ângelo de Fátima, do Departamento de Química da UFMG.
Durante a fase pré-clínica, o investimento foi feito pelo Conselho Nacional de Desenvolvimento Científico e Tecnológico (CNPq) e pela Fundação de Amparo à Pesquisa de Minas Gerais (Fapemig).
No 1 de junho de 2023, a prefeitura de São Paulo anunciou o investimento inicial de R$ 4 milhões na aceleração da pesquisa da vacina. No dia 21, Fábio Baccheretti, secretário de Estado de Saúde de Minas Gerais, anunciou o repasse de R$ 10 milhões em recursos para os estudos da Calixcoca.

## Vacina

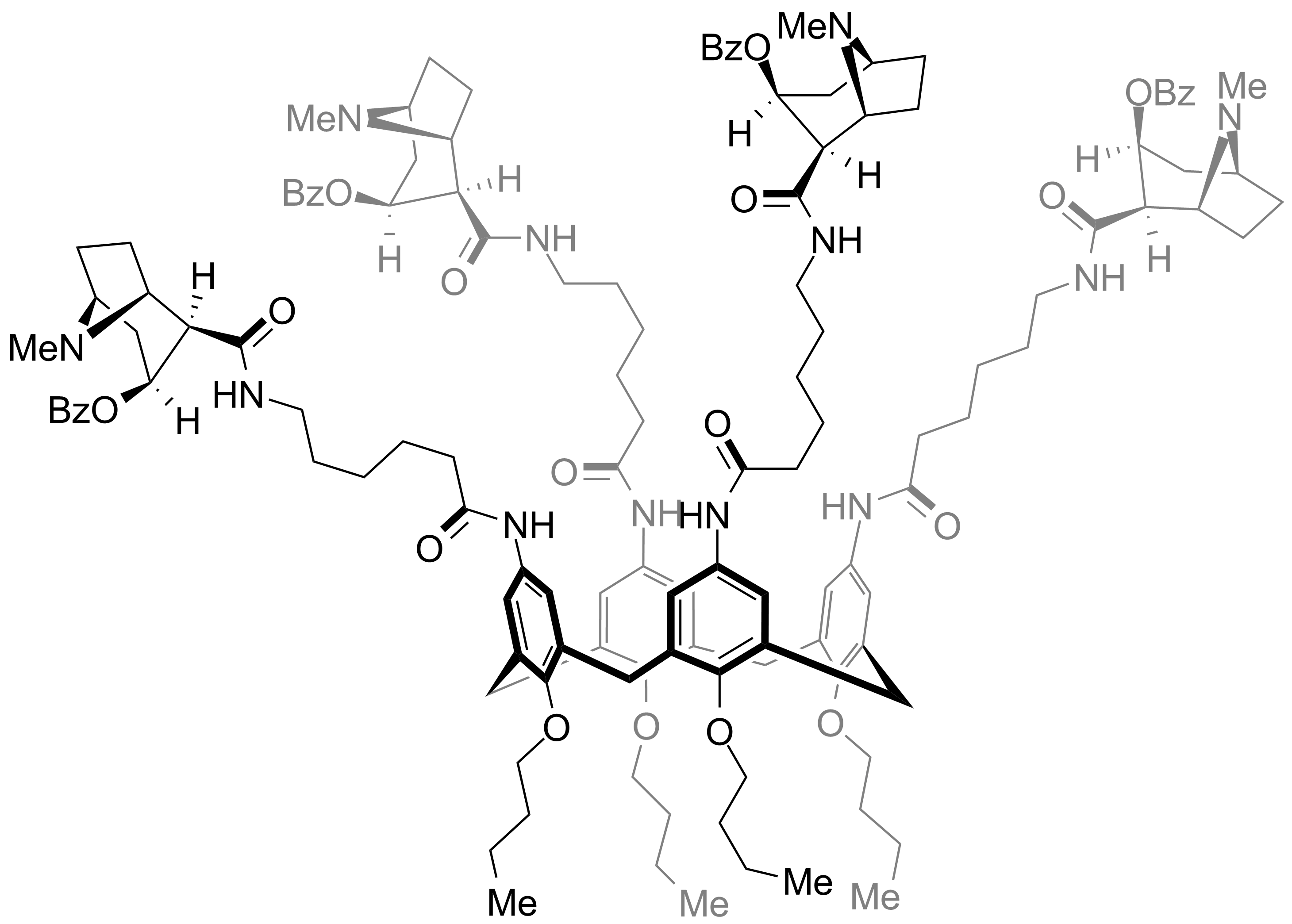
Estrutura V4N2

A Calixcoca, diferente de outras vacinas anticocaína, é não-proteica. O material que dá base à vacina é a molécula V4N2. Eles impediram a chegada da cocaína no sistema nervoso ao bloquear sua passagem pela barreira hematoencefálica, tornando assim os efeitos da droga imperceptíveis ao usuário. 

## Estudos pré-clínicos
Os estudos pré-clínicos feitos com ratos mostraram a produção de anticorpos anticocaína no organismo dos animais. Além de tornar os efeitos da droga imperceptível aos ratos, a vacina também reduziu a quantidade de abortos espontâneos, e os filhotes nasceram mais saudáveis e com maior resistência à droga.

## Prêmios
- Prêmio Euro de Inovação em Saúde (2023).[6]